# Schweinitz (Adelsgeschlecht)

Wappen derer von Schweinitz

Schweinitz ist der Name eines schlesischen Adelsgeschlechts. Die zum Uradel gehörenden Herren von Schweinitz gelangten später auch in Böhmen, Mähren und der Oberlausitz zu Besitz und Ansehen. Gräfliche wie auch untitulierte Zweige der Familie bestehen bis heute.

## Geschichte

### Herkunft
Einer alten Überlieferung nach kam das Geschlecht aus dem Herzogtum Meranien. Zusammen mit anderen Adelsfamilien sollen Ende des 12. Jahrhunderts Angehörige der Familie mit Hedwig von Andechs, Tochter von Herzog Berthold von Meranien, nach Schlesien gelangt sein. Die später heiliggesprochene Hedwig heiratete 1186 Herzog Heinrich von Schlesien. In älterer Literatur wird auch eine slawisch-polnische Abstammung vermutet.
Erstmals urkundlich erwähnt wird das Geschlecht am 12. März 1290 mit Johannes de Suentcza. Er erscheint als Ritter des Herzogs Konrad von Sagan in Winzig. Die Stammreihe beginnt mit Hans von Swencz auf Klein-Schweinitz, der zwischen 1387 und 1393 in Urkunden genannt wird. Namensgebendes Stammhaus war das Gut Klein-Schweinitz im Herzogtum Liegnitz, das auch zu den ältesten Besitzungen (seit 1304) der Familie gehörte.
Die Schreibweise des Namens variiert von Schwenze, Schwenz, Swentz, Schwentz und Schwynig. Erst Anfang des 16. Jahrhunderts mit Chrispoh II. († 1538), zunächst Vormundschafts- und Regierungsrat von Herzog Friedrich II. von Liegnitz, später Statthalter zu Glogau, Landesältester und Rat von König Ferdinand I., wurde Schweinitz gebräuchlich.

### Ausbreitung und Besitzungen
Jacob von Schwenz war um 1320 Rat der Herzogin Anna von Liegnitz und Brieg, und Platzka von Schwenz wurde 1368 herzoglicher Rat am Hof zu Liegnitz und Brieg. Hans von Schwenz, Herr zu Seifersdorf und Sohn des gleichnamigen Stammvaters, war 1436 Vormundschaftsrat des Prinzen Friedrich von Liegnitz. Franz, Herr auf Hölle, war 1483 herzoglich Brieger Rat und Landrichter.
Während des Dreißigjährigen Krieges war Georg Hermann von Schweinitz (1602–1667) Oberst und Kriegsrat. Nach seiner Ernennung zum Stadtkommandanten von Freiberg durch den sächsischen Kurfürsten Johann Georg verteidigte er die wichtige Stadt gegen die Schweden. Er war Mitglied der Fruchtbringenden Gesellschaft unter dem Namen „Der Bringende“ und starb 1668 als Kommandant von Breslau.
Im Laufe der Zeit bildeten sich zahlreiche Häuser und Zweige, unter anderem die Häuser zu Seifersdorf und Petersdorf der Stammlinie, die wiederum die Zweige zu Tschepplau (Krzepielów, Sława), Groß-Kriechen, Pohlschildern, Dürschwitz und Andersdorf, Mühlrädlitz, Kutscheborwitz, Klieschau, Wiltsch, Jaenowitz und Pilgramsdorf begründeten. Neben diesen Stammgütern waren auch die Güter Hölle, Würtsch, Döhnau, Tinz, Johnsdorf, Langenwaldau, Liebenau, Stelzenberg, Kroitsch, Krayn (Crayn), Hänchen, Kauder, Royn, Schmochwitz und Raischmannsdorf im Liegnitzschen zeitweise im Besitz bzw. Teilbesitz der Familie. Später konnten auch die Herrschaften Niebusch, Dieban, Stephansdorf, Berghof, Alt Raudten, Nieder-Adelsdorf und Braunau erworben werden. Noch Mitte des 18. Jahrhunderts waren die Schweinitzer zu Seifersdorf, Groß- und Klein-Kriechen, Dürschwitz, Liebenau und Krayn (Crayn) im Liegnitzschen, zu Kutscheborwitz im Wohlauschen, zu Kauder im Schweidnitzschen und zu Niederleuba und Friedrichsdorf in der Oberlausitz besitzlich.
Aus der gräflichen Linie kam Friedrich von Schweinitz (1771–1848), genannt von Schlichting und Bukowiec, preußischer Oberstleutnant a. D. Er heiratete in erster Ehe 1797 Helene von Schlichting-Buckowick (geschieden 1807) und in zweiter Ehe 1820 Antonie von Lichnowskiy und Woschütz. Das Paar hatte drei Söhne. Sein Bruder Julius I. Graf von Schweinitz († 1833) heiratete Friederieke vom Berge und Herrendorf. Ihr gemeinsamer Sohn Julius II., Graf von Schweinitz und Crayn, Freiherr von Kauder, wurde Majoratsherr der Güter Schloss Dieban, Grossendorf, Kreischau, Neudort und Porschwitz im ehemaligen Landkreis Steinau sowie des Gutes Gugelwitz im Landkreis Lüben in Niederschlesien. Seine Brüder waren: (i) Graf Friedrich von Schweinitz (1795–1866), preußischer Major a. D., besaß die Majorate zu Hausdorf, Kauder, Nieder-Wolmsdorf und Preisdorf im Landkreis Bolkenhain, Crayn im Landkreis Liegnitz und Hänchen (Haenichen) im Landkreis Jauer. Er wurde zum Mitglied im Preußischen Herrenhaus auf Lebenszeit ernannt und heiratete 1837 Melanie von Troschke, Miteigentümerin der freien Minderstandesherrschaft Sulau in Schlesien; (ii) Graf Rudolph von Schweinitz (1797–1838), der sich 1826 mit Julie von Troschke, einer Miteigentümerin der freien Minderstandesherrschaft Sulau vermählte; und (iii) und Graf Hermann von Schweinitz (* 1799), Chef-Präsident des Appellationsgerichts zu Posen. Ein weiterer Bruder, Graf Heinrich von Schweinitz (* 1800), wurde hannoverischer Oberbergrat bei der Berghauptmannschaft Clausthal; aus seiner 1834 geschlossenen Ehe mit Emilie Struve gingen vier Söhne hervor.
Mitte des 19. Jahrhunderts kamen aus der adeligen Linie Julius von Schweinitz, Herr auf Ober-Bögendorf im Landkreis Schweidnitz, und Louis von Schweinitz, Herr auf Alt-Raudten und Wandritsch im Landkreis Steinau, Leutnant a. D., Landesältester und Stiftspropst zu Barschau.
Ein Familienverband der Grafen und Herren von Schweinitz wurde am 5. März 1904 zu Berlin gegründet.

### Standeserhebungen
Aus der Linie Krayn kam Julius von Schweinitz und Krayn auf Ober- und Nieder-Kauder und Crayn, preußischer Kammerherr, der am 6. November 1741 zu Breslau durch Friedrich II. (Friedrich der Große) in den preußischen Freiherrenstand mit dem Titel „Freiherr von Kauder“ erhoben wurde. Am 13. September 1748 zu Berlin wurde er von Friedrich II. in den preußischen Grafenstand erhoben. Sein Enkel Friedrich Graf von Schweinitz und Krayn heiratete am 4. April 1797 Caroline Freiin von Schlichting und Bukowiec, die Erbin des Fideikommiss Gurschen, und erhielt am 2. Juni 1797 zu Berlin eine preußische Namen- und Wappenvereinigung mit denen der Freiherren von Schlichting als „Graf von Schweinitz, Freiherr von Schlichting“.
Aus der Linie Leuba wurde Hermann von Schweinitz, sächsischer General der Infanterie, zusammen mit seinen Vettern, den Brüdern Paul, sächsischer Oberstleutnant und Ludwig von Schweinitz, sächsischer Major, am 16. September 1913 in das königlich sächsische Adelsbuch unter der Nummer 464 eingetragen.
Aus der Linie Rudelsdorf erhielt Hans Friedrich von Schweinitz auf Rudelsdorf und Jägerndorf am 28. November 1726 zu Wien den Alten Böhmischen Herrenstand.
Aus der Linie Seifersdorf kam Georg Rudolph von Schweinitz auf Seifersdorf und Sorge, der am 29. April 1683 zu Wien in den böhmischen Freiherrenstand erhoben wurde. Eine brandenburgische Bestätigung erhielt er als kurfürstlich brandenburgischer Hof- und Kammerrat am 12. Mai 1685.
Aus der Linie Tscheplau stammten Melchior von Schweinitz auf Tscheplau und sein Neffe Hans Christoph von Schweinitz, Sohn seines 1698 verstorbenen Bruders Hans Christoph, die am 20. Dezember 1698 zu Wien in den böhmischen Freiherrenstand erhoben wurden. Hans Christophs Bruder Hans Sigismund von Schweinitz auf Hausdorf und Melschkau erhielt den böhmischen Freiherrenstand am 3. Mai 1724 zu Laxenburg. Der ebenfalls aus dieser Linie stammende Carl Friedrich von Schweinitz auf Tscheplau, preußischer Kammerherr, wurde am 6. November 1741 zu Breslau in den preußischen Grafenstand erhoben.

## Wappen

### Stammwappen
Das Stammwappen ist von Rot, Schwarz und Silber geteilt. Auf dem Helm mit rot-schwarz-silbernen Helmdecken, zwei wie der Schild bezeichnete Büffelhörner.

### Historische Wappenbilder

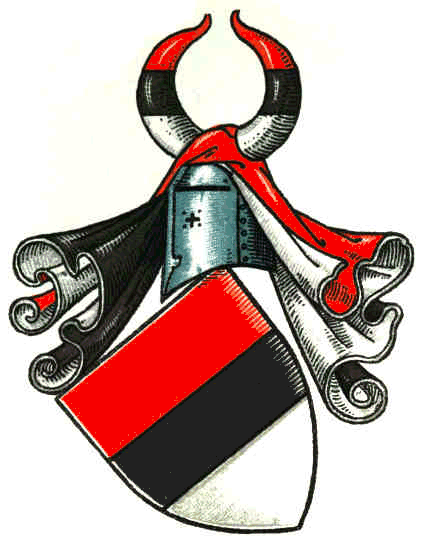
Stammwappen im Schlesischen Wappenbuch, 1901
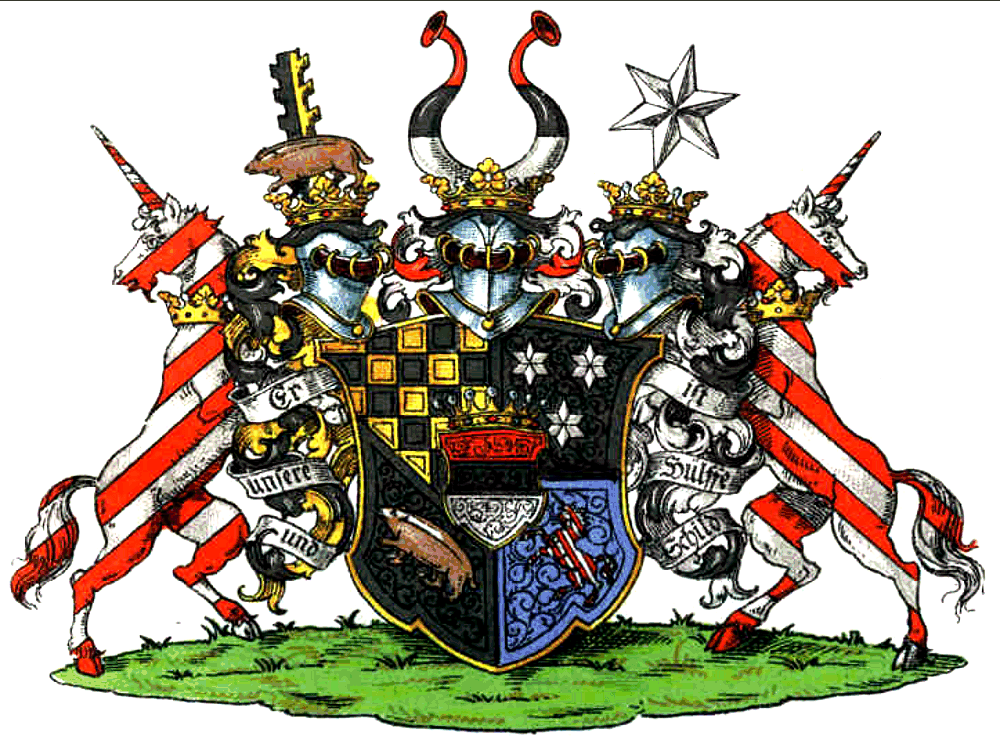
Wappen der „Schweinitz und Krain“ im Schlesischen Wappenbuch, 1901

Es besteht eine Wappenverwandtschaft mit den von Feilitzsch, von Veilsdorf, von Zedtwitz, von Redwitz/Radwitz/Rebitz, von Roeder, von der Heyde/Heydte, von Hundelshausen, von Perglas, von Machwitz, von Gößnitz. Inwieweit eine Stammesverwandtschaft vorliegt, muss noch bewiesen werden.

## Bekannte Familienmitglieder
- David von Schweinitz (1600–1667), schlesischer Landeshauptmann und Erbauungsschriftsteller
- Dietrich von Schweinitz (* 1954), Professor für Kinderchirurgie und Chirurgie, Direktor der Kinderchirurgischen Klinik der LMU München, Kommendator der Bayerischen Genossenschaft des Johanniterordens, Präsident der SRH Wilhelm Löhe Hochschule Fürth
- Edmund Alexander de Schweinitz (1825–1887), US-amerikanischer evangelischer Theologe und Bischof der Herrnhuter Brüdergemeine
- Ernst von Schweinitz (1785–1857), preußischer Generalmajor
- Georg Hermann von Schweinitz (1602–1667), Befehlshaber im Dreißigjährigen Krieg
- Georg Hermann von Schweinitz (1851–1929), General der Infanterie[6]
- Hans Christian Alexander von Schweinitz (1750–1805), preußischer Landrat
- Hans Bernhard Graf von Schweinitz (1926–2008), deutscher Ministerialbeamter, Politiker und Schriftsteller
- Hans-Hermann Graf von Schweinitz und Krayn (1883–1959), deutscher Konteradmiral
- Hans-Julius von Schweinitz und Krain (1729–1754), Kammerherr der verwitweten Herzogin Elisabeth Sophie Marie von Braunschweig-Lüneburg am Braunschweigischen Hof
- Hans Lothar von Schweinitz (1822–1901), preußischer General
- Hans-Ulrich von Schweinitz (1908–1972), deutscher Diplomat
- Hans Willibald Graf Schweinitz (1860–1917), Generalmajor, Artillerie-Offizier[7]
- Heinrich von Schweinitz (1805–1879), preußischer Generalleutnant
- Hellmut von Schweinitz (1901–1960), deutscher Journalist, Schriftsteller und evangelischer Pfarrer
- Lewis David von Schweinitz (1780–1834), deutsch-amerikanischer Mykologe
- Ludwig Conrad von Schweinitz (1688–1772), preußischer Landrat im Kreis Lüben
- Maria Gräfin von Schweinitz und Krayn (1880–1942), Tochter des preußischen Obersten Guido Graf von Schweinitz und Krayn, Freiherr von Kauder, und der Marianne von Studnitz. Freiin von Kauder und spätere Ehefrau von Erich von Schwartzkoppen
- Maria von Schweinitz (1891–1968), deutsche Übersetzerin (Pseudonym: Mary Brand)
- Maria von Heider-Schweinitz (1894–1974), deutsche Malerin
- Mark-Ulrich von Schweinitz (1940–2009), deutscher Diplomat
- Victor von Schweinitz (1908–1985), Wehrmachtoffizier, unterzeichnete im April 1945 (damals Oberstleutnant und Generalstabsoffizier der Heeresgruppe C) die Teilkapitulation der Wehrmacht[8]
- Wolfgang von Schweinitz (1876–1945), deutscher Generalmajor
- Wolfgang von Schweinitz (* 1953), deutscher Komponist
- Yvonne von Schweinitz, geborene Gräfin von Kanitz (1921–2015), Fotografin[9]

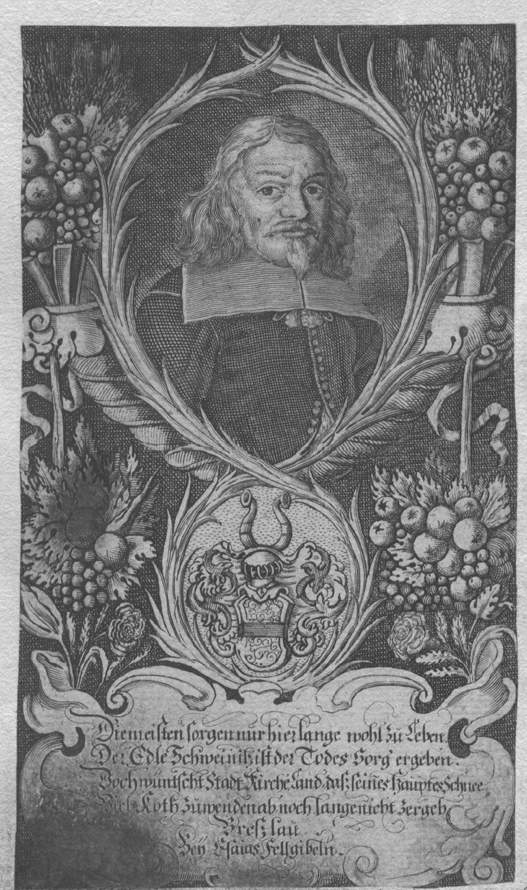
David von Schweinitz (1600–1667), Landeshauptmann
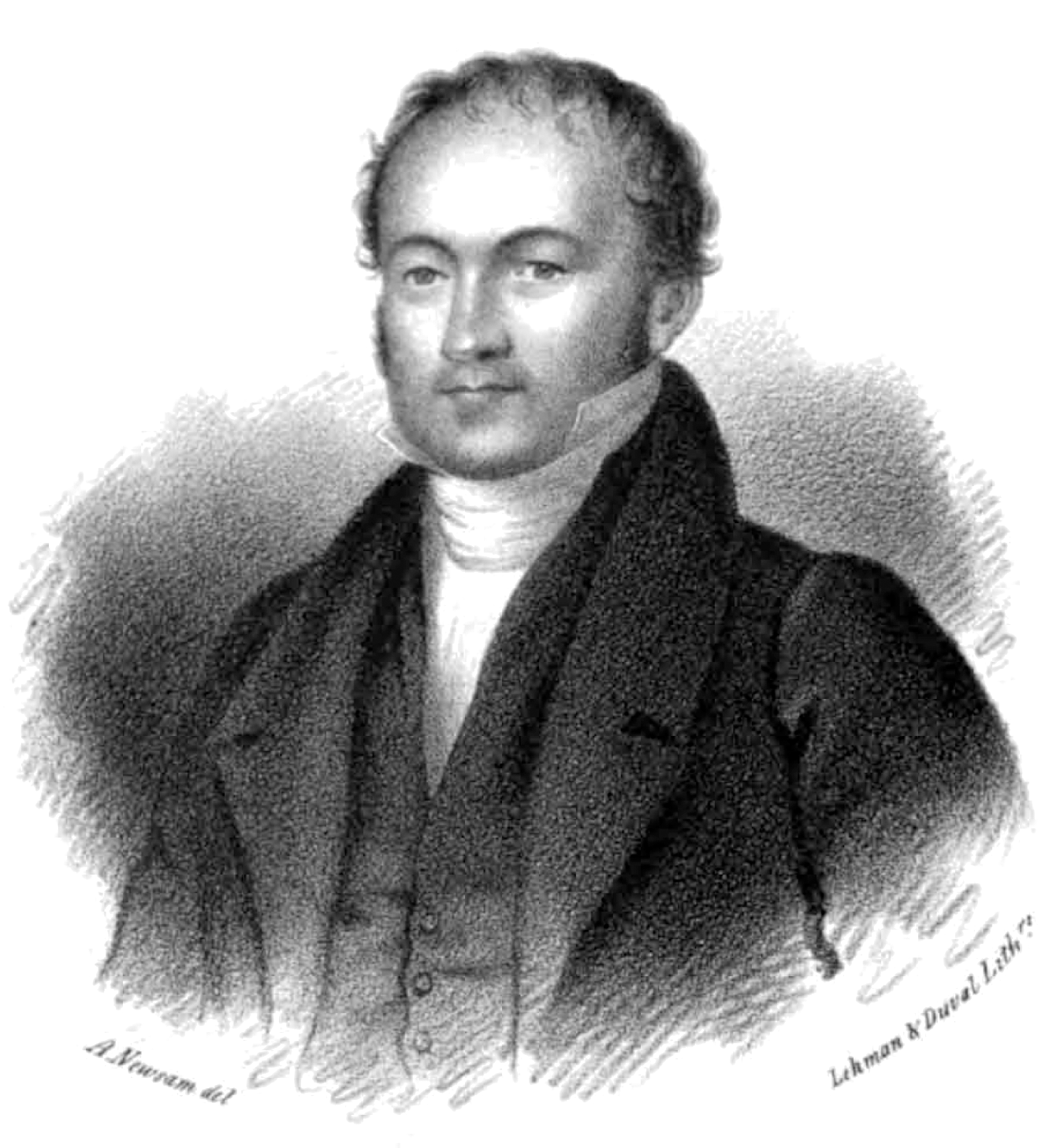
Lewis David von Schweinitz (1780–1834), Mykologe
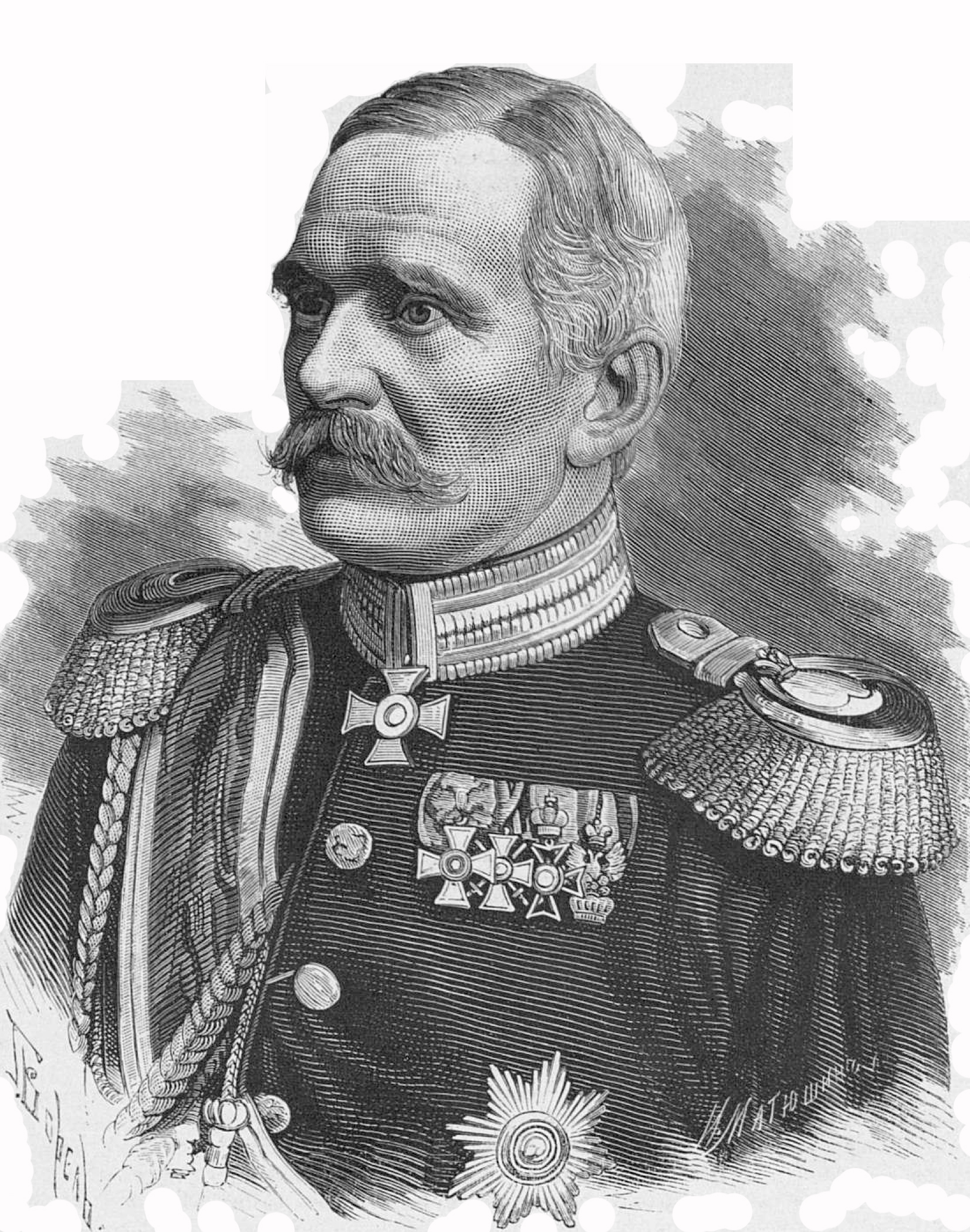
Hans Lothar von Schweinitz (1822–1901), General
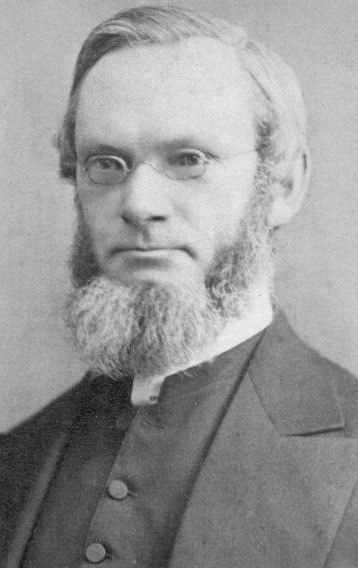
Edmund Alexander de Schweinitz (1825–1887), Theologe